# 證菩提寺

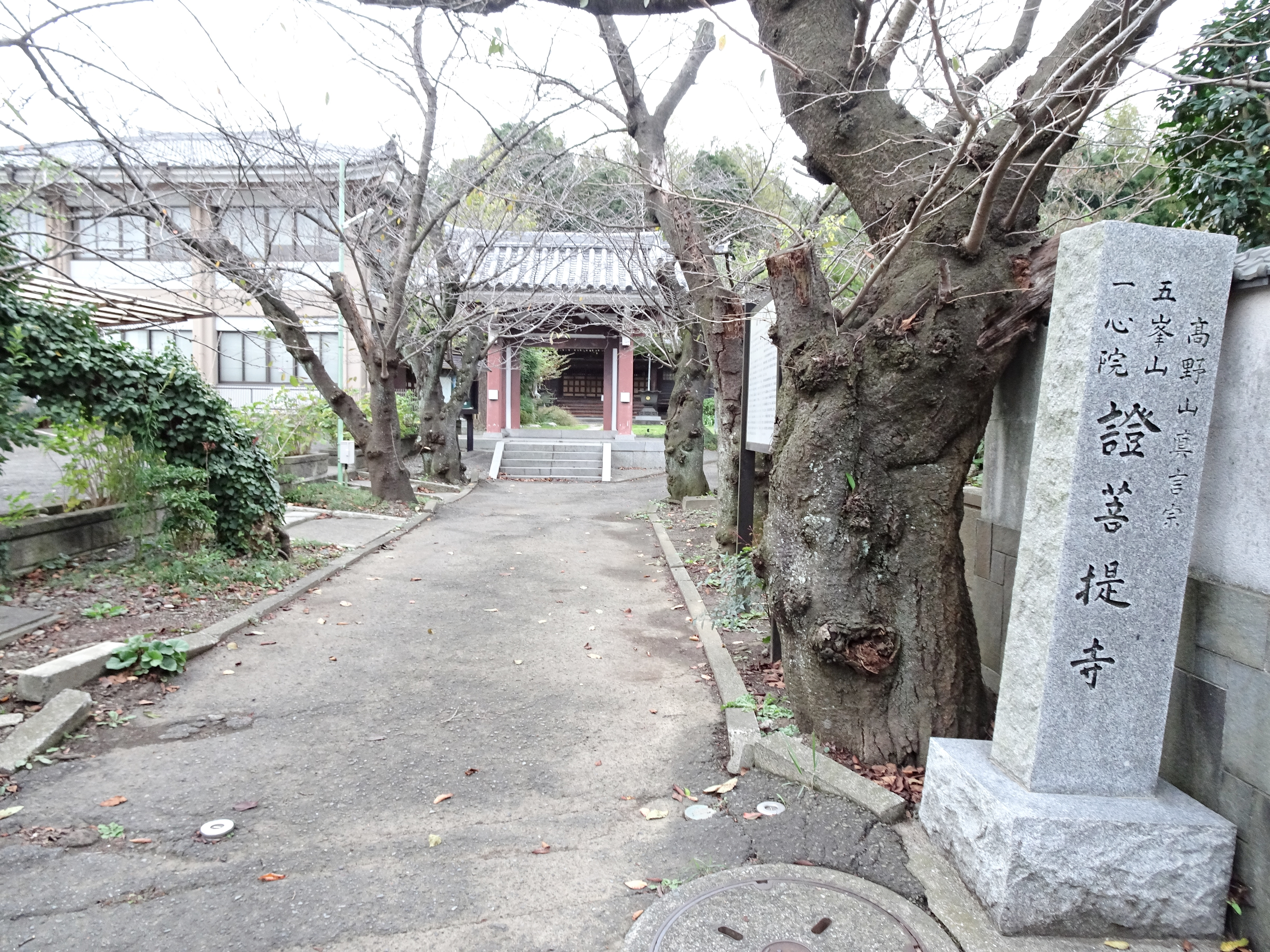
山門

證菩提寺（しょうぼだいじ）は、神奈川県横浜市栄区上郷町にある寺院。真言宗。源頼朝が建立したと伝わり、文化財に指定された所蔵品も多数。

## 概要
平安時代の末、1189年（文治5年）の石橋山の戦いで源頼朝に協力し、頼朝の身代わりとなって戦死した佐奈田（佐那田）与一義忠（岡崎義実の息子）の菩提を弔うため、頼朝によって建てられたといわれている。「證菩提」は岡崎義実の法名という。1189年（文治5年）に建設が始まり、1197年（建久8年）に完成した。鎌倉時代に源氏衰退とともに荒廃したが、北条泰時の娘といわれる小菅ケ谷殿によって1235年（嘉禎元年）に新阿弥陀堂が建てられて存続した。
鎌倉幕府の庇護を受け、かつてその境内は広大で、東は現在の上郷市民の森から西は㹨川の親水公園稲荷森水辺広場付近まで、北は山手学院中学校・高等学校南側付近から南は横浜市立上郷小学校付近までの、約1平方キロメートルの広さがあった。

## 文化財
以下の仏像や文書が文化財指定されている。
- 木造阿弥陀如来及両脇侍像（国指定重要文化財）
- 木造阿弥陀如来坐像（神奈川県指定重要文化財）
- 證菩提寺文書・成巻文書11通（横浜市指定文化財）

## 参考資料
- 栄の歴史編集委員会『栄の歴史』栄区地域振興課 2013年（平成25年）3月
- 栄区地域振興課『栄区郷土史ハンドブック（第5刷）』横浜市 2015年（平成27年）3月